# America's Cup 1876
America's Cup 1876 var den tredje sejlsportskonkurrence om America's Cup-trofæet. De forsvarende mestre, New York Yacht Club, var blevet udfordret af Royal Canadian Yacht Club fra Canada, og sejladsen blev afviklet som en match race-serie bedst af tre sejladser.
Amerikanerne stillede med båden Madeleine, mens canadiernes båd var Countess of Dufferin. Sejren gik til New York Yacht Club, der vandt matchen med 2-0.